# Karolinska gravkoret
Karolinska gravkoret är ett gravvalv i Riddarholmskyrkan i Stockholm.
Gravkoret är uppfört i grå sandsten från Gotland efter ritningar av Nicodemus Tessin den äldre. Arbetet påbörjades 1671 och fullbordades av Carl Hårleman 1743. Karl XII är begravd i en sarkofag av svart marmor, varpå en krona, spira, ett svärd, lejonhud och Herkulessvärdet – allt i förgylld mässing – ligger. Sarkofagen reparerades 1917 i samband med gravöppningen. Vid östra och västra väggen i gravkoret ligger Ulrika Eleonora den yngre och Fredrik I begravda i sarkofager av grön kolmårdsmarmor. I det undre valvet, kryptan, är Karl X Gustav, Hedvig Eleonora, Karl XI och Ulrika Eleonora den äldre begravda. I hörnet är Karl XI:s söner, vilka avled som spädbarn, begravda. Dessa är Ulrik, Gustaf, Karl Gustaf och Fredrik. I det undre valvet är Hedvig Sofia begravd.